# A. M. Homes
Amy Michael Homes (Washington D. C., 18 de diciembre de 1961) es una escritora estadounidense que firma sus novelas como A.M. Homes. 

## Biografía
Homes fue entregada en adopción por su madre biológica, "que mantenía una relación con un hombre mucho mayor, casado y con hijos". Estudió en el Sarah Lawrence College, donde obtuvo su título de bachiller en artes en 1985, y en el taller de escritores de la Universidad de Iowa, en la que se diplomó de magíster.
Su primera novela, Jack, apareció en 1989 y fue bien recibida por la crítica; al año siguiente publicó la recolección de cuentos The Safety of Objects (La seguridad de los objetos). A estos libros le han seguido novelas, relatos y ensayos, a veces acompañados de escándalo, como sucedió con El fin de Alice (1996). Esta novela, que tiene como protagonista al pedófilo Chappy, provocó un revuelo a ambos lados del Atlántico, pero especialmente en Gran Bretaña donde fue prohibida en la tiendas W.H. Smith, atacada por algunos críticos y alabada por A.L. Kennedy, Elizabeth Young y otros. 
Sobre su escritura, ha dicho (después de haber escritor El fin de Alice): "'The End of Alice' fue mi cuarto libro y, pese a que hay mucho sexo en él, es una novela sobre ideas, sobre cultura, moral y sexualidad. No me interesa ser portavoz de nada. Me interesa escribir obras de ficción que planteen interrogantes, que provoquen polémica. Creo que la tarea de la literatura -del arte en general- es generar obras que estimulen a la gente a observarse a sí misma y al mundo en que vivimos más de cerca o, quizá, desde otro punto de vista".
Tiene a su haber numerosos galardones (las becas Guggenheim, National Endowment for the Arts, NYFA, Cullman Center for Scholars and Writers at The New York Public Library; los premios Benjamin Franklin y Deutscher Jugendliteraturpreis) y ha sido traducida a 18 idiomas.
Escribe en Art Forum, Harper's, Granta, McSweeney's, The New Yorker, The New York Times, Zoetrope; también colabora en Vanity Fair, Bomb y Blind Spot. 
Ha participado en el Consejo de Dirección de Yaddo, The Fine Arts Work Center en Provincetown, The Writers Room, y en el PEN, tanto en el comité de miembros como en el de escritores. También trabaja en el Presidents Council for Poets and Writers. Ha ejercido la docencia en universidades como la de de Columbia y de Nueva York.
Fue guionista y productora del programa de televisión The L Word, entre 2004-2005, y escribió la adaptación de su primera novela Jack para Showtime (la película se estrenó en 2004 y le valió un premio Emmy a la actriz Stockard Channing). 
En 2003, la directora Rose Troche adaptó La seguridad de los objetos a la pantalla. El director Steven Shainberg está preparando Música para corazones incendiados con guion de Buck Henry. Asimismo, Stone Village Pictures planea rodar This Book Will Save Your Life.
Vive en Nueva York con su hija menor. Confiesa haber tenido relaciones tanto con hombres como con mujeres. Sobre su vida íntima ha dicho: "Soy bisexual, pero no necesariamente me definiría como tal."

## Obra
- Jack, novela, 1989: La historia de un chico, hijo de padres divorciados, que descubre que su padre es homosexual.
- The Safety of Objects, cuentos, 1990: Trata sobre varias familias (los Gold, Train, Christianson y Jennings) que viven rodeadas de posesiones a las que tienen cariño, pero con muchos problemas personales.
- In a Country of Mothers, novela, 1993 (Solo una madre, Ediciones B): La inquietante historia de una chica adoptada y su terapeuta, quien comienza a sentir un interés anormal por su paciente, sospechando que es su propia hija, a la que abandonó al nacer.
- The End of Alice, novela, 1996: (El fin de Alice, traducción de Jaime Zulaika, Anagrama, 2006).
- Appendix A: an elaboration on the novel The End of Alice, 1996.
- Music for Torching, 1999 (Música para corazones incendiados, Editorial Anagrama, 2001): Narra, con su característico humor irónico, la historia de Paul y Elaine, cuya vida en un suburbio es tan aburrida que una tarde vuelcan la parrilla de una barbacoa y miran cómo arde su casa.
- Things You Should Know, cuentos, 2002 (Cosas que debes saber, traducción de Javier Martínez de Pisón, Anagrama, 2005).
- Los Angeles: People, Places, and the Castle on the Hill, no ficción, 2002 (Los Ángeles : gente, lugares y el castillo de la colina, traducción de Joan Trejo, RBA, 2003).
- This Book Will Save Your Life, novela, 2006 (Este libro te salvará la vida, traducción de Jaime Zulaika, Anagrama, 2007).
- The Mistress's Daughter, memorias, 2007 (La hija de la amante, traducción de Jaime Zulaika, Anagrama, 2008): La historia de cómo Homes fue encontrada por su familia biológica
- May We Be Forgiven, novela, 2012. (Ojalá nos perdonen, traducción de Jaime Zulaika, Anagrama, 2014).
- Days of Awe, cuentos, 2018. (Días temibles, traducción de Andrés Barba, Anagrama, 2019).
- The Unfolding, novela, 2022. (La revelación, traducción de Mauricio Bach, Anagrama, 2024).